# Tal Ben Chajim (1982)
Tal Ben Chajim (hebrejsky: טל בן-חיים, narozen 31. března 1982, Rišon le-Cijon), je izraelský fotbalový obránce. Hrál mj. v týmech Makabi Tel Aviv FC, Bolton Wanderers, Chelsea FC, Manchester City FC.

## Klubová kariéra
Ben Chajim začal v klubu Maccabi Tel Aviv, kterému pak pomohl k mistrovskému titulu. V té době si ho všimli v Bolton Wanderers, kam v létě 2004 přestoupil za 150 tisíc liber. Již první rok si za tento anglický klub připsal 27 startů, ve kterých dokázal vstřelit jeden gól. V dalším ročníku byl zvolen dokonce kapitánem mužstva a byl jistotou v obraně. Přestože o něj měly zájem kluby, jako jsou Tottenham nebo West Ham, žádnou smlouvu s nimi ani s Boltonem nepodepsal a mohl v létě odejít kamkoliv zadarmo. Nakonec si Ben Chajim vybral londýnský velkoklub Chelsea FC, kam nastoupil v červnu roku 2007. Poté přestoupil do klubu Manchesteru City FC.